# Vazgen Sargsian
Pour les articles homonymes, voir Sarkissian.
Vazgen Sargsian (en arménien Վազգեն Սարգսյան, aussi écrit Vasgen Sarkisyan, Sarkissian ou Sarkisyan), né le 5 mars 1959 à Ararat et mort assassiné le 27 octobre 1999 à Erevan, est un homme d'État arménien, Premier ministre du 11 juin au 27 octobre 1999.

## Biographie

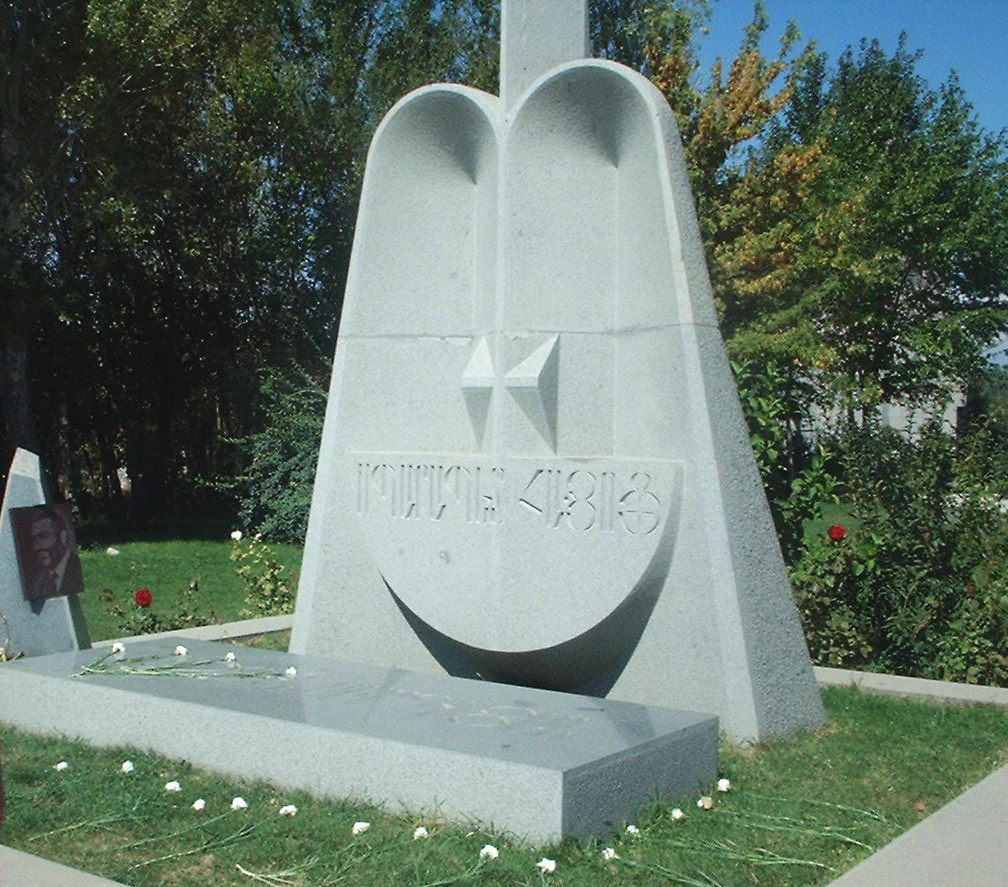
Tombe de Vazgen Sargsian.

Élu député lors des premières élections législatives de l'ère post-communiste en 1990, Vazgen Sargsian est ministre de la Défense à deux reprises, en 1992 et de 1995 à 1998. Nommé Premier ministre par le président Kotcharian le 11 juin 1999, il demeure en fonction jusqu'à sa mort survenue au cours de la fusillade au Parlement le 27 octobre de la même année.
Héros national de l'Arménie, il est enterré au cimetière d'Erablur. Depuis 2001, il existe la maison-musée Vazgen-Sargsian à Ararat.